# Liman (obwód astrachański)
Liman (ros. Лиман) – osiedle typu miejskiego w Rosji, w obwodzie astrachańskim, ośrodek administracyjny rejonu limańskiego. W 2010 liczyło 9024 mieszkańców.